# Рододендрон Адамса
Рододе́ндрон А́дамса (лат. Rhododēndron adāmsii), Сага́н/Саха́н дали́ (бур. Сагаан дали), хаскара, аск-каскара, белогорский чай — вид рода Рододендрон, произрастающий в Северной Азии. Известен как основа для тонизирующего травяного чая.

## Названия
Тофаларское название растения — аск-каскара (досл. «белая кашкара́»), якутское — хаскара.
Под названием «ба-лу» рододендрон Адамса упомянут в тибетском медицинском трактате «Вайдурья-онбо» (л.228 а), где он рекомендован для лечения болезней легких, расстройства рлунг, мкхрис, холодного и лихорадочного бад-кан, отмечено, что свойство растения тёплое, лёгкое. В трактате тибетской медицины «Дзейцгар Мигчжан», написанным монгольским медиком Жамбалдоржи в XVII веке, цветок растения назван «да-ли», а листья — «ба-лу»; дан совет собирать растение с белыми цветками и там же приведен стилизованный рисунок рододендрона Адамса.
Монгольские названия цаган-даль, цагаан тэрэлж, даль (где «цагаан» — белый) перекликаются с «даль гарбо», «да-ли» из тибетских медицинских трактатов (в которых советуется собирать данное растение с белыми цветками, т.е. белый «да-ли»).
Отсюда и бурятское «саган-да-ли» (белый «да-ли») или «сахандалья», а также буквальный перевод с переосмысленного бурятского «белое крыло» (бур. сагаан дали). За пределами этнической Бурятии это название часто ошибочно пишут как «саган-дайля» или «сагандаля».
У русских жителей Прибайкалья рододендрон Адамса носит название душистый багульник или душистый пруток (в Красноярском крае и на западе Иркутской области), у русских жителей Восточного и Центрального Саяна — белогорский чай.

## Распространение и среда обитания
Распространён в Восточной Сибири, Якутии, Забайкалье и Монголии. На территории Дальнего Востока России встречается на побережье Охотского моря, на полуострове Шмидта (Сахалин), в верховьях Селемджи и Буреи.
Растёт у верхней границы горных лесов, в высокогорьях на каменистых склонах.

## Ботаническое описание
Растопыренный ветвистый кустарник в высоту до 0,5 м с железисто-чешуйчатыми волосистыми побегами.
Листья вечнозелёные, продолговато-эллиптические, в длину от 1 до 2 см при ширине от 0,5 до 1 см, короткоостроконечные, плотные, сверху голые, матово-зелёные, снизу рыжие из-за густых чешуек.
Цветки розовые или бледно-розовые, 1,5 см в диаметре, собраны в щитки по 7—15 цветков.
Цветёт в июне-июле, в августе образуются плоды-коробочки.
Рододендрон Адамса внесён в региональные Красные книги Хабаровского края, Забайкальского края, Магаданской области, Сахалинской области и Республики Бурятия.

## В культуре
В Главном ботаническом саду РАН культивируется с 1964 года. Растения выращиваются из семян, собранных во время экспедиции в Бурятскую АССР. В первый год жизни высота сеянца составила 0,5 см, в три года — не более 3 см. Растёт медленно, в условиях ГБС по состоянию на 1975 год не цвёл. Побеги одревесневают на 100 %. Зимостойкость I, зимует под снегом.

## Использование

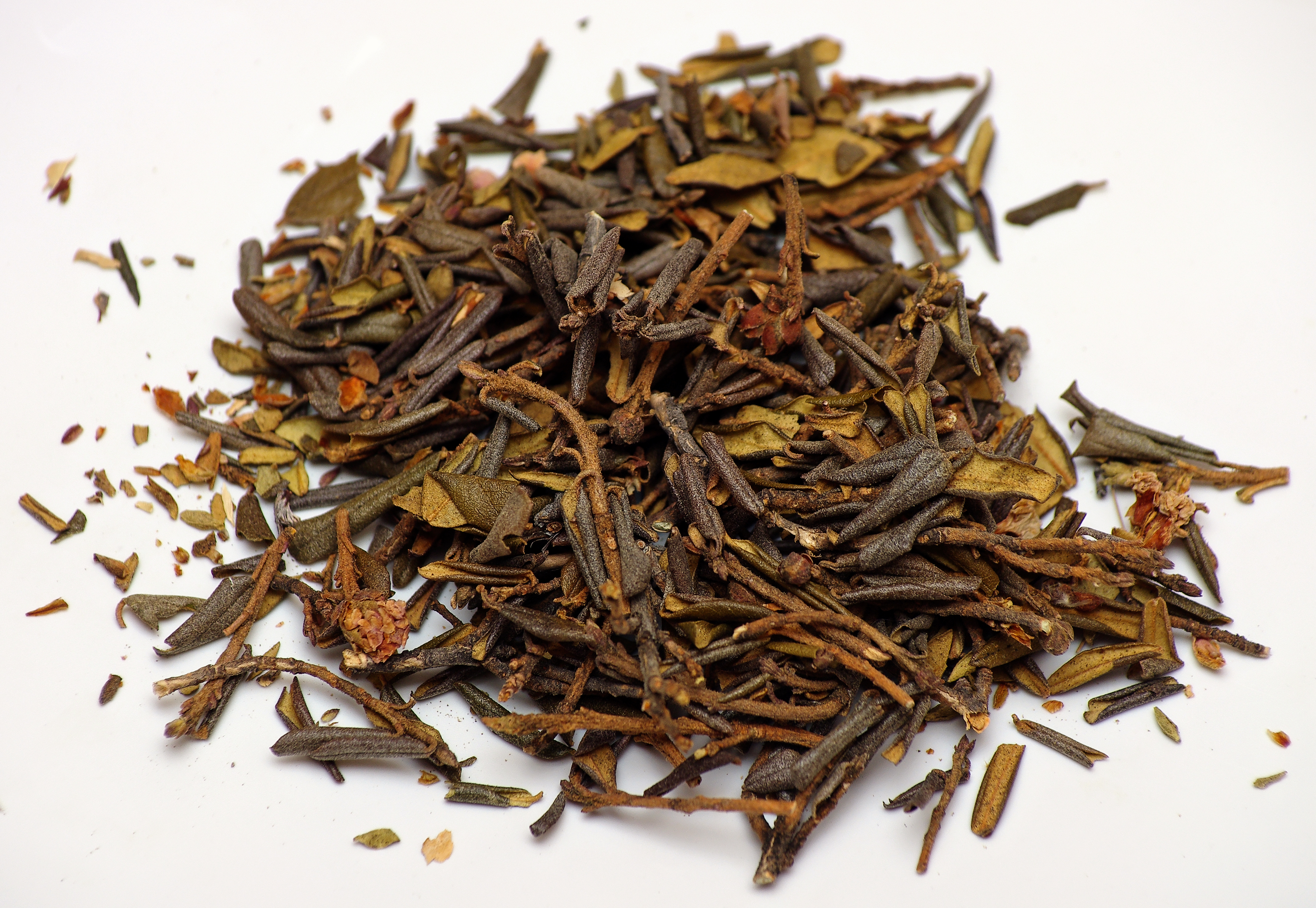
Сушёный Рододендрон Адамса

Коренные жители Бурятии и Монголии используют сушёные листья и побеги Рододендрона как основу для травяного чая, который имеет тонизирующее свойство, как лекарство при сердечных и желудочно-кишечных заболеваниях, простудах и ревматизме, а также как мочегонное. Из сырья также готовят отвары, водные и спиртовые экстракты и настои.
В Бурятии побеги Рододендрона используют как средство от моли, в тибетской медицине под названием "да-ли", в смеси с можжевельником и полынью, используется как средство для ванн.
Спиртовые вытяжки из листьев растения убивают некоторые патогенные кишечные бактерии, в том числе холерный вибрион и протеобактерии, а также дифтерийную палочку. В настоящее время свойства Рододендрона продолжают исследовать в нескольких научных центрах, преимущественно в Иркутском государственном медицинском университете.